# Sundström spelar Allan
Sundström Spelar Allan är ett musikalbum där Stefan Sundström tolkar visor skrivna av Allan Edwall, utgivet 2002 på National. Det placerade sig som högst på femte plats på försäljningslistan för album i Sverige.

## Låtlista
| Nr  | Titel               | Längd |  |
| --- | ------------------- | ----- |  |
| 1.  | Förhoppning         | 2:00  |  |
| 2.  | Den lilla bäcken    | 5:12  |  |
| 3.  | Dystervals          | 3:57  |  |
| 4.  | Sommarvisa          | 2:34  |  |
| 5.  | Jämtländsk vaggvisa | 2:51  |  |
| 6.  | Far                 | 2:08  |  |
| 7.  | Möss och Människor  | 1:59  |  |
| 8.  | Troll och Älva      | 2:29  |  |
| 9.  | Årstider            | 4:42  |  |
| 10. | Kom                 | 2:05  |  |
| 11. | Du och jag          | 3:45  |  |
| 12. | Kärleksvisa         | 2:25  |  |